# Rakkestad
Rakkestad – norweskie miasto i gmina leżąca w regionie Østfold.
Rakkestad jest 229. norweską gminą pod względem powierzchni.

## Demografia
Według danych z roku 2005 gminę zamieszkuje 7284 osób. Gęstość zaludnienia wynosi 16,82 os./km². Pod względem zaludnienia Rakkestad zajmuje 138. miejsce wśród norweskich gmin.
| ludność stan na 1 stycznia 2005 |         |           |       |
|                                 | kobiety | mężczyźni | razem |
| osób                            | 3621    | 3663      | 7284  |
| %                               | 49,71%  | 50,29%    | 100%  |

| wykształcenie stan na 1 października 2004 |        |         |        |        |
|                                           | podst. | średnie | wyższe | niezn. |
| osób                                      | 1492   | 3462    | 714    | 126    |
| %                                         | 25,75% | 59,75%  | 12,32% | 2,17%  |

## Edukacja
Według danych z 1 października 2004:
- liczba szkół podstawowych (norw. grunnskolar): 5
- liczba uczniów szkół podst.: 955

## Władze gminy
Według danych na rok 2011 administratorem gminy (norw. rådmann) jest Alf Thode Skog, natomiast burmistrzem (norw. ordfører, d. borgermester) jest Peder Harlem.